# 山本秀夫
山本秀夫（やまもと ひでお、1911年 - 1991年）は、日本の中国学者。東京府出身。

## 経歴
東京生まれ。1935年、慶應義塾大学文学部哲学科卒、東亜研究所に入る。1946年退職、1955年農業総合研究所中国研究室勤務。1977年退職。

## 著書
- 『中国農業技術体系の展開』（アジア経済研究所、1965年）
- 『中国の農村革命』（東洋経済新報社、1975年）
- 『橘樸』（中央公論社〈中公叢書〉1977年）

### 編共著
- 『共産圏における農業社会化の現状と問題』（的場徳造、丸毛忍共著、現代アジア社会思想研究会〈思想研究レポート別冊〉、1964年）
- 『第2次5ケ年計画期の中国経済』（編著、アジア経済研究所、1965年）
- 『海外諸国における農業構造の展開』り的場徳造共編著、日本評論社、1966年）
- 『現代世界の農業問題』（丸毛忍共編、亜紀書房、1970年）
- 『中国農村革命の展開』（野間清共編、アジア経済研究所、1972年）
- 『甦る橘樸』（編著、竜渓書舎、1981年）
- 『『満州評論』解題・総目次』（編著、不二出版、1982年）
- 『橘樸と中国』（編著、勁草書房 1990年）

## 翻訳
- 戴季陶『孫文主義の哲学的基礎』（中山志郎（山本秀夫）訳、生活社、1939年）
- 彭湃（中国語版）『近代中国農民革命の源流 海豊における農民運動』（アジア経済研究所〈アジアを見る眼〉、1969年）